# ダニー・ファントム
『ダニー・ファントム』(英語: Danny Phantom)は、子供向けのカナダ系アメリカ合衆国のアニメーションテレビシリーズ。日本では未放送。

## 概要
ダニー・ファントムことダニエル・フェントンの問題のある生活を紹介する。彼はたくさんの友達がいて、家族と一緒にアミティーパークの家に住んでいる。このシリーズは日本では放送されていない。 
2人の主人公はダニー（ダニエル）と親友のサム（サマンサ）。霊体になる能力を得たダニーがこっそり悪霊を退治したりする話だそうだが、そんなにヒーロー物としてのテイストは強くない、との事。
このシリーズはブッチ・ハートマンによって作られたもので、ハイ!ハイ! パフィー・アミユミと比べて実行時間が短いにもかかわらず、おそらく彼の最も有名な作品であると主張されている。「Danny Phantom: The Ultimate Enemy」など、シリーズに基づいて日本でいくつかのビデオゲームが制作および開発されている。

## キャラクター
ダニエル・ダニー・ファントム
声 - デヴィッド・カウフマン
本作の主人公。
サマンサ・サム・マンソン
声 - グレイ・デリスル
もう1人の主人公。
タッカー・フォーレイ
声 - リッキー・ディション・コリンズ
ジャスミン・ジャズ・フェントン
声 - コリーン・オショーネシー
ジャック・フェントン
声 - ロブ・ポールセン
マデリーン
声 - キャス・スーシー

### 敵（ヴィラン）
ヴラッド・プラスミウス
声 - マーティン・マル
アーモルフォ
声 - ダニー・マン
バートランド
声 - ジム・ワード
ボックス・ゴースト
声 - ロブ・ポールセン
ダーク・ダニー/ダン・ファントム
声 - エリック・ロバーツ
デジレー
声 - ペリー・ギルピン
精霊のようなおばけの美女。スルタン人の王様と恋をしていたが、嫉妬している妻に追い出されたのが原因で亡くなった。
エンバー・マクレイン
声 - タラ・ストロング（歌 - ロビン・キルムセ）
フルパワー全開のミュージシャンおばけ。魔法のギターで催眠術を掛けることができる。
フェマリーン
声 - グレイ・デリスル
騎士
声 - マイケル・ドーン
とても機嫌が悪く、ソウル・シュレッダーという剣で犠牲者に悪夢を見せることができる。

## 各話一覧
| #        | 原題                             | 放送日         |
| -------- | -------------------------------- | -------------- |
| 1        | Mystery Meat                     | 2004年4月3日   |
| 2        | Parental Bonding                 | 2004年4月9日   |
| 3        | One of a Kind                    | 2004年4月9日   |
| 4        | Attack of the Killer Garage Sale | 2004年4月16日  |
| 5        | Splitting Images                 | 2004年4月23日  |
| 6        | What You Want                    | 2004年4月30日  |
| 7        | Bitter Reunions                  | 2004年5月7日   |
| 8        | Prisoners of Love                | 2004年5月14日  |
| 9        | My Brother's Keeper              | 2004年6月18日  |
| 10       | Shades of Gray                   | 2004年9月24日  |
| 11       | Fanning the Flames               | 2004年10月8日  |
| 12       | Teacher of the Year              | 2004年10月15日 |
| 13       | Fright Night                     | 2004年10月29日 |
| 14       | 13                               | 2004年11月5日  |
| 15       | Public Enemies                   | 2005年2月4日   |
| 16       | Lucky in Love                    | 2005年2月11日  |
| 17       | Maternal Instincts               | 2005年2月18日  |
| 18       | Life Lessons                     | 2005年2月25日  |
| 19       | The Million Dollar Ghost         | 2005年6月3日   |
| 20       | Control Freaks                   | 2005年6月17日  |
| 21       | Memory Blank                     | 2005年6月24日  |
| 22       | Doctor's Disorders               | 2005年7月15日  |
| 23       | Pirate Radio                     | 2005年7月22日  |
| 2425     | Reign Storm                      | 2005年7月29日  |
| 26       | Identity Crisis                  | 2005年9月23日  |
| 27       | The Fenton Menace                | 2005年10月7日  |
| 2829     | The Ultimate Enemy               | 2005年9月16日  |
| 30       | The Fright Before Christmas      | 2005年12月6日  |
| 31       | Secret Weapons                   | 2005年12月9日  |
| 32       | Flirting with Disaster           | 2006年1月13日  |
| 33       | Micro Management                 | 2006年1月27日  |
| 34       | Beauty Marked                    | 2006年2月24日  |
| 35       | King Tuck                        | 2006年3月17日  |
| 36       | Masters of All Time              | 2006年3月24日  |
| 37       | Kindred Spirits                  | 2006年4月7日   |
| 38       | Double Cross My Heart            | 2006年5月5日   |
| 3940     | Reality Trip                     | 2006年6月9日   |
| 41       | Eye for an Eye                   | 2007年8月20日  |
| 42       | Infinite Realms                  | 2007年7月9日   |
| 43       | Girls' Night Out                 | 2007年7月10日  |
| 44       | Torrent of Terror                | 2007年7月11日  |
| 45       | Forever Phantom                  | 2007年7月12日  |
| 46       | Urban Jungle                     | 2006年10月9日  |
| 47       | Livin' Large                     | 2007年7月13日  |
| 48       | Boxed-Up Fury                    | 2007年8月21日  |
| 49       | Frightmare                       | 2007年8月22日  |
| 50       | Claw of the Wild                 | 2007年8月23日  |
| 51       | D-Stabilized                     | 2007年8月24日  |
| 5253     | Phantom Planet                   | 2007年8月24日  |
| ショート | The Fairly Odd Phantom           | 2017年2月21日  |